# Vips
Vips es una cadena mexicana de restaurantes de servicio completo, fundada en 1964 por los hermanos Jerónimo, Plácido y Manuel Arango, propiedad de Alsea. La cadena se ubica principalmente en México y compite directamente con la cadena que se ubica en España, y opera en más de 70 ciudades a nivel nacional.
En 2018, el conglomerado español Grupo Vips fue adquirido por la empresa Alsea, por lo que los restaurantes Vips en México y el Grupo Vips ahora forman parte de la misma empresa de restauración.

## Historia
La firma surgió en 1964 en la Ciudad de México y fue fundada por los hermanos Jerónimo, Plácido y Manuel Arango (mismos dueños fundadores de Aurrerá y Suburbia), mientras que el Grupo Vips de España no lo hicieron hasta 1969, de la mano de Plácido Arango, que trasladó la fórmula de los restaurantes al país natal de sus padres.
Su nombre, en sus inicios, era solo VIP, las cuales eran las iniciales de la expresión «very important person», el cual era inspirado en la película Hotel Internacional (1963); al paso del tiempo el nombre se fue adaptando a un coloquio común denominado Vips. La primera unidad se abrió en Lomas de Sotelo, Ciudad de México como Vips Toreo en 1964. Posteriormente, en diciembre de 1966 se abren las puertas de Vips Insurgentes, y en julio de 1967 se inaugura Vips Niza.
El formato adquirió éxito y debido a la demanda se abrió el Vips de Madero en 1970, el Vips de Azcapotzalco y el Vips de Coyoacán en 1979 y en 1974 se inauguró su primer local fuera de la Ciudad de México, en Acapulco, Guerrero. En 1994 Vips, junto con la tienda de ropa Suburbia se incorporan a Grupo Cifra, por lo que posteriormente Cifra se fusiona con Walmart Stores hasta el año de 1997, actualmente cuenta con más de 260 restaurantes que atienden a aproximadamente a 79 millones de clientes cada año.
Sus ganancias antes de intereses, impuestos, depreciación y amortización (Ebitda) ascendieron a 963 millones de pesos, lo que representó el 1.6% de su flujo operativo. En el 2014, Vips cambió de dueño después de que Walmart de México y Centroamérica (Walmex) acordara la venta de la firma a la empresa de restaurantes Alsea por un monto 8,200 millones de pesos (mdp), para lo cual a principios del 2018, Vips le generó a la empresa restaurantera más del 12% de las ventas netas del grupo. Luego de dicha compra, Vips cambia de imagen, durante el año 2016, por lo que en ese año empieza la remodelación de sucursales con la nueva imagen corporativa de Vips en México, empezando con la sucursal de Vips Cuauhtémoc, ubicada en la Ciudad de México.
Durante el mismo ciclo, adaptan las necesidades de personas ciegas con el menú de estilo braille.
En 2018, la primera sucursal de Vips ubicada en Toreo fue remodelada debido al festejo de los 54 años de Vips en México. En el año 2019 la cadena Vips incursiona en el envío de comida como café, sándwiches, frutas frescas y snacks, en una vitrina muy similar a la de Starbucks.

### Reconversión de sucursales de Restaurantes El Portón a Vips
En abril de 2021 la empresa Alsea tiene planes de convertir algunas de sus sucursales de la marca El Portón a la cadena Vips debido al crecimiento de la marca y a la estabilidad de la misma. Por lo que en junio de 2022 Alsea se deshace de la marca El Portón.